# Gredby

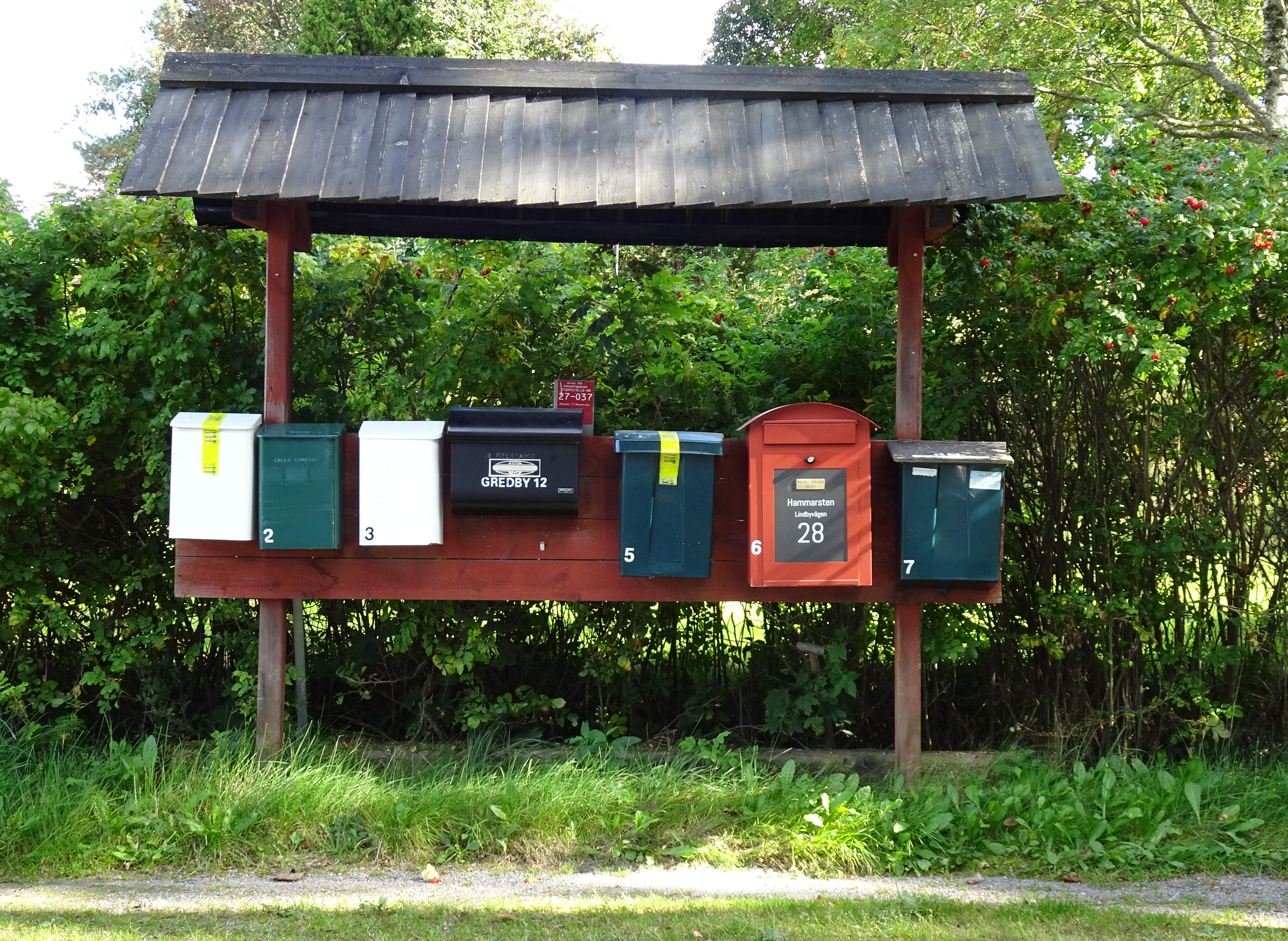
Gredby, postlådor, 2016

Gredby är en gammal ort med en samlad bebyggelse på södra Adelsön i Adelsö socken, Ekerö kommun.

## Namnet

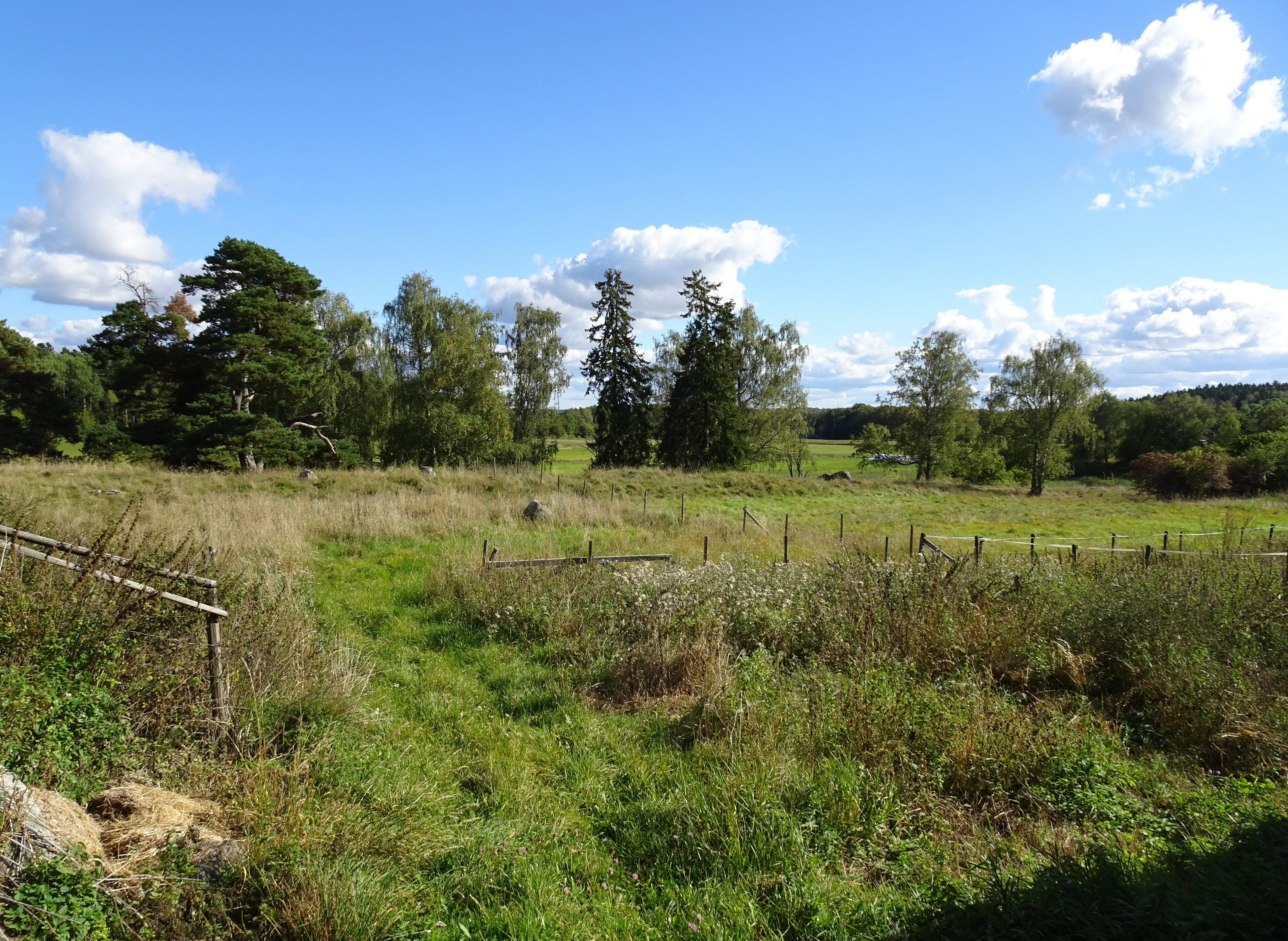
Gravfält, RAÄ-nummer Adelsö 10:1.

Namnet "Gredby" är känt sedan medeltiden, och omnämns som grytby i ett dokument från år 1300. I Stockholms stads jordeböcker från år 1469 talas om et landgodz Gribbu upa Alsnøø och 1597 omnämns en Anderz Persson i Grödby.

## Forntid
På Adelsö finns det flera ortnamn från järnåldern som slutar på –sta och −by. Hit hör exempelvis Kunsta, Lindby, Mälby och Grenby. Området kring Gredby var bebott åtminstone sedan vikingatiden, som ett stort gravfält inom dagens bebyggelse kan vittna om. Gravfältet med RAÄ-nummer Adelsö 10:1 liggen på båda sidor om landsvägen mot Lindby och består av omkring 70 fornlämningar. Den största högen finns på dagens gårdstomt och är cirka 15 meter i diameter och 2,5 meter hög. Den undersöktes av arkeologen Hanna Rydh på 1920-talet.

## Historik

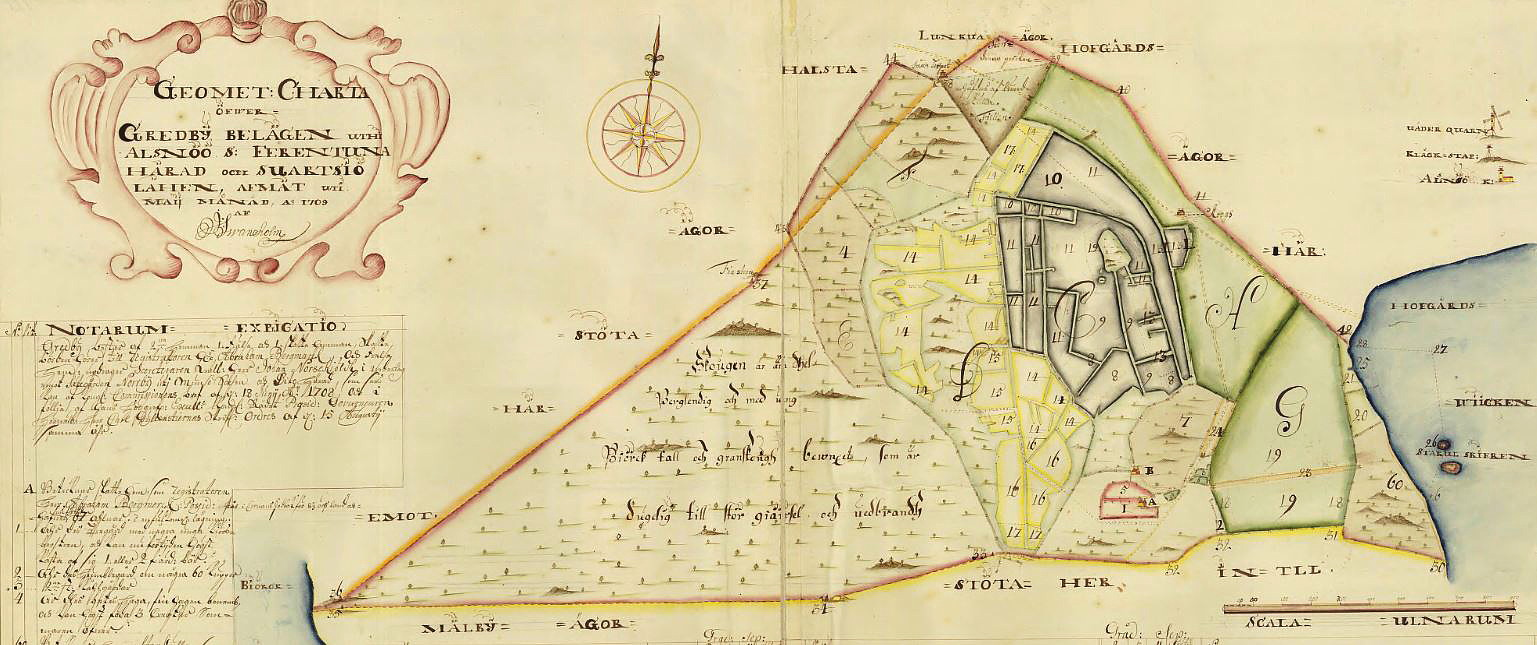
Gredby ägor 1709

Gredby bestod på 1700-talet av två gårdsanläggningar, en större väster om landsvägen och en mindre öster därom. Ägorna sträckte sig i en spetsig vinkel till en punkt vid Björkfjärden i väster och i öster till Hovgårdsviken med ett vattenområde ut till lilla ön Kråkskär. Mot norr vidtog Hallstas, Lundkullas och Hovgårdens ägor och i söder Mälbys ägor. Till egendomen hörde några torp som Gredbylund, Myrbacken, Lilla Karlslund och Kvarnbacken. På den senare stod Gredby kvarn, en väderkvarn som revs på 1940-talet. I norr märks även Adelsö Betelkapellet, ett baptistkapell som uppfördes 1911 och som numera är privatbostad. Fortfarande under 1970-talet bestod Gredbys bebyggelse huvudsakligen av gårdsbyggnader med tillhörande uthus och ekonomibyggnader. Sedan dess har det tillkommit några villor. Idag har Gredby ett 20-tal adresser till privatpersoner och företag.

## Bilder

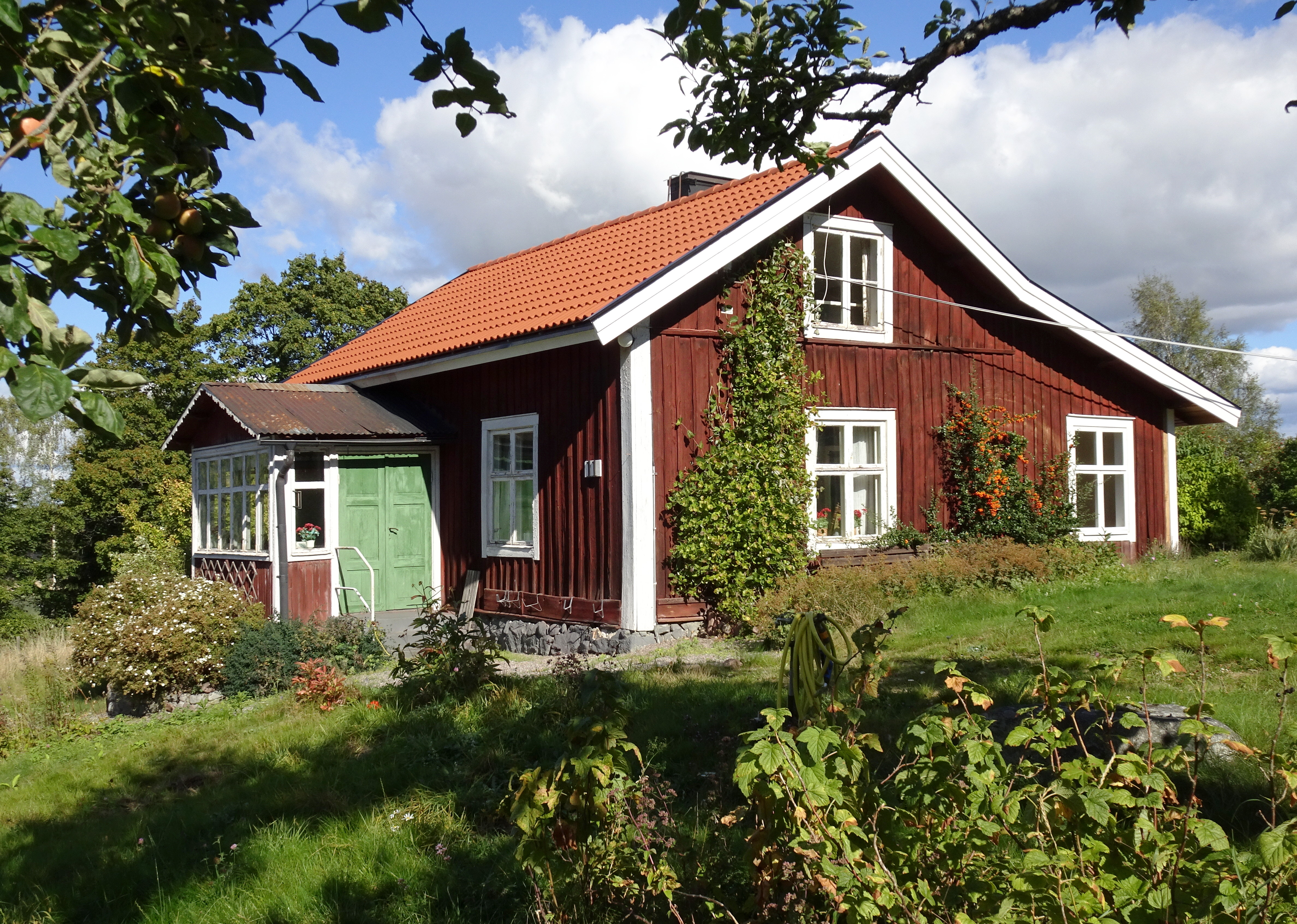
Lilla Gredby gårds huvudbyggnad
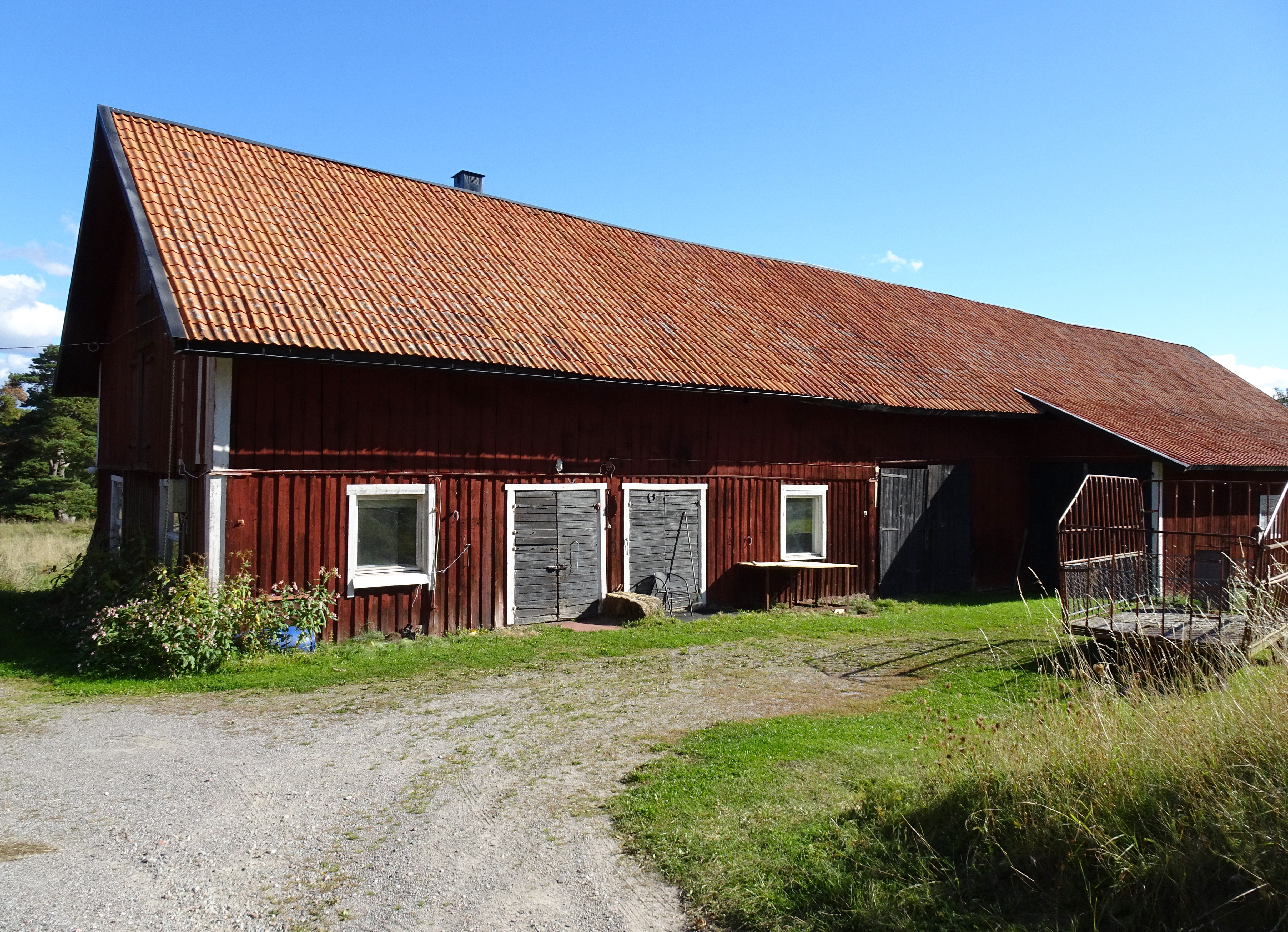
Gredby ekonomibyggnader
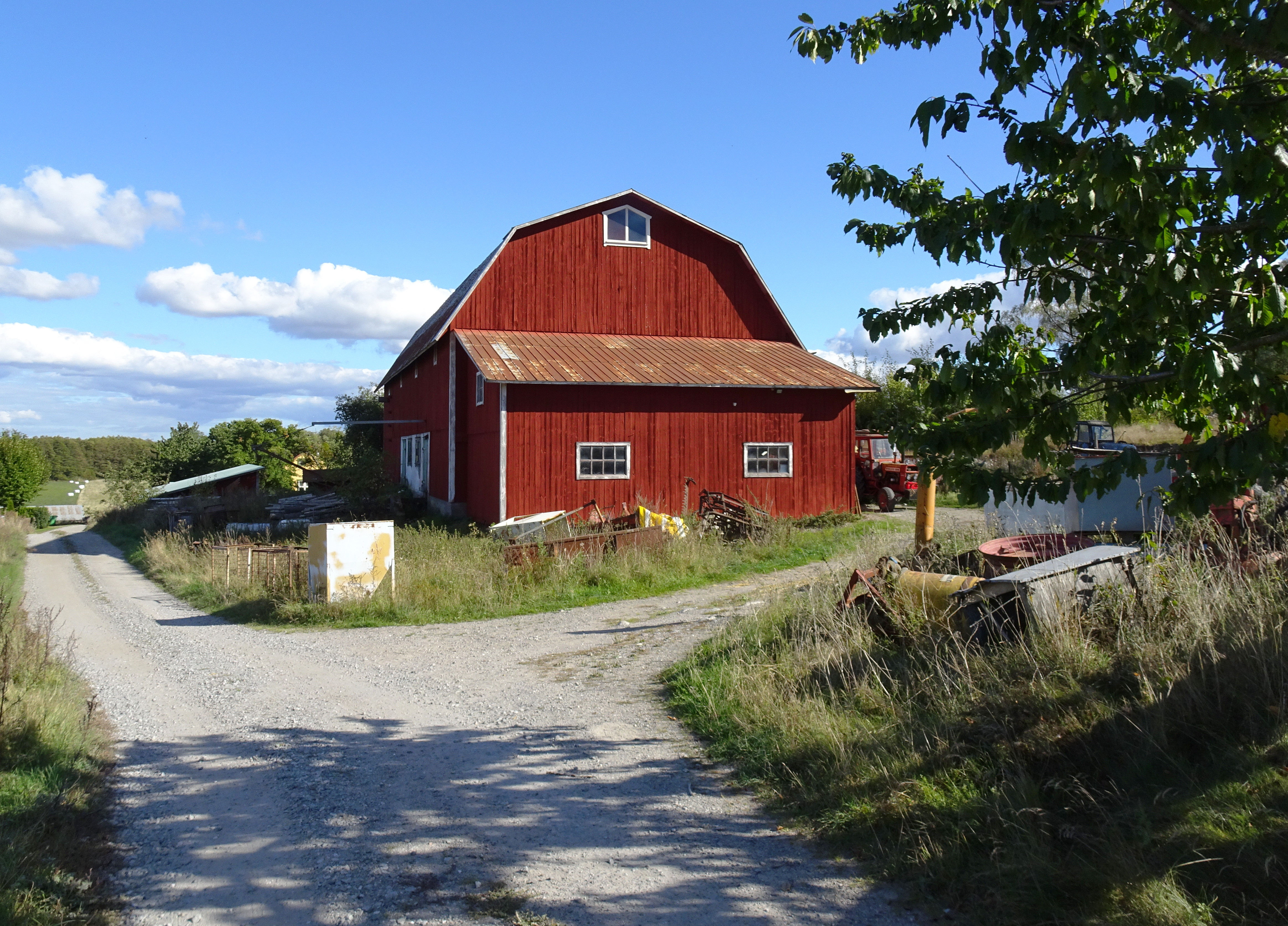
Gredby ekonomibyggnader
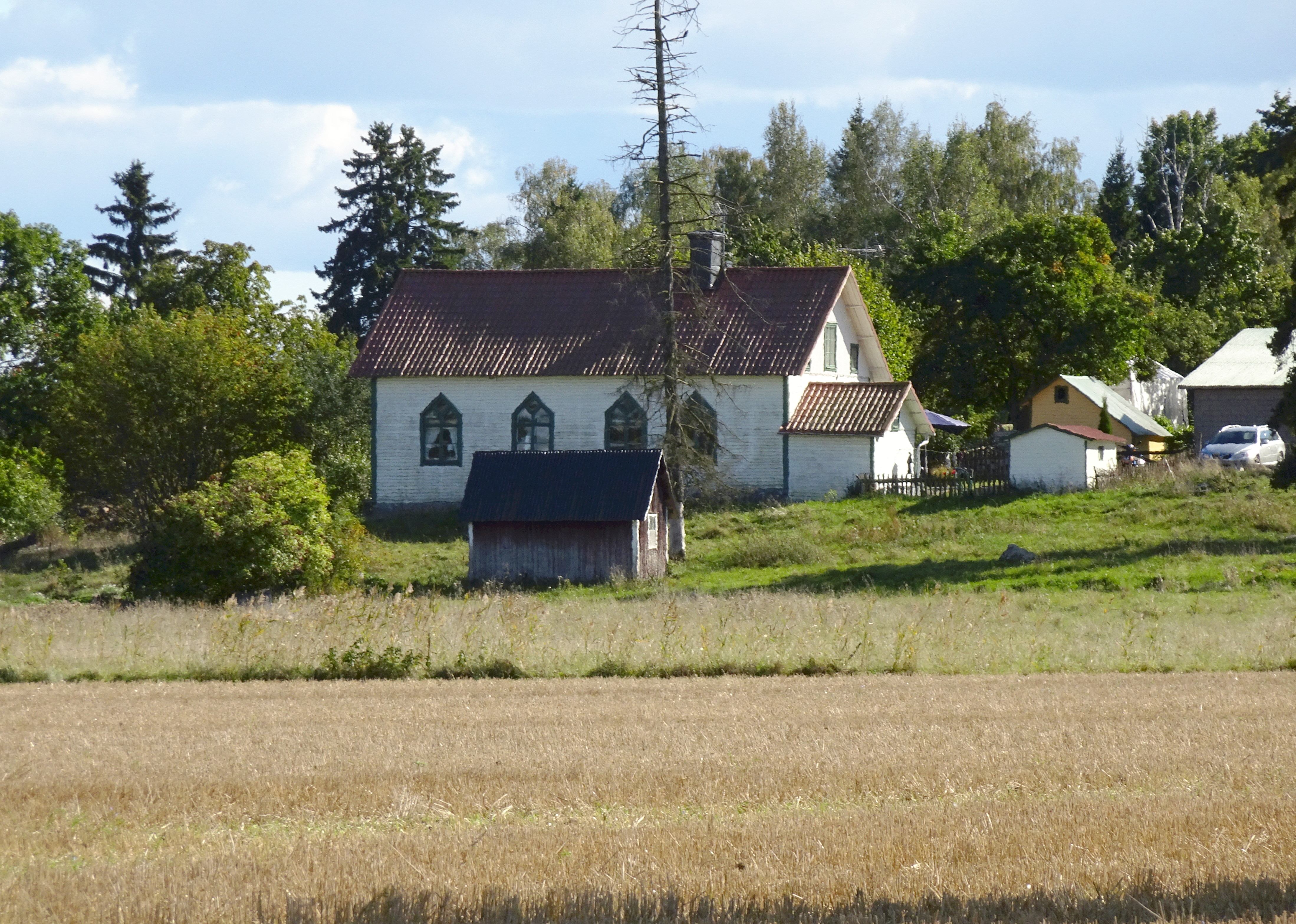
F.d. Adelsö Betelkapellet
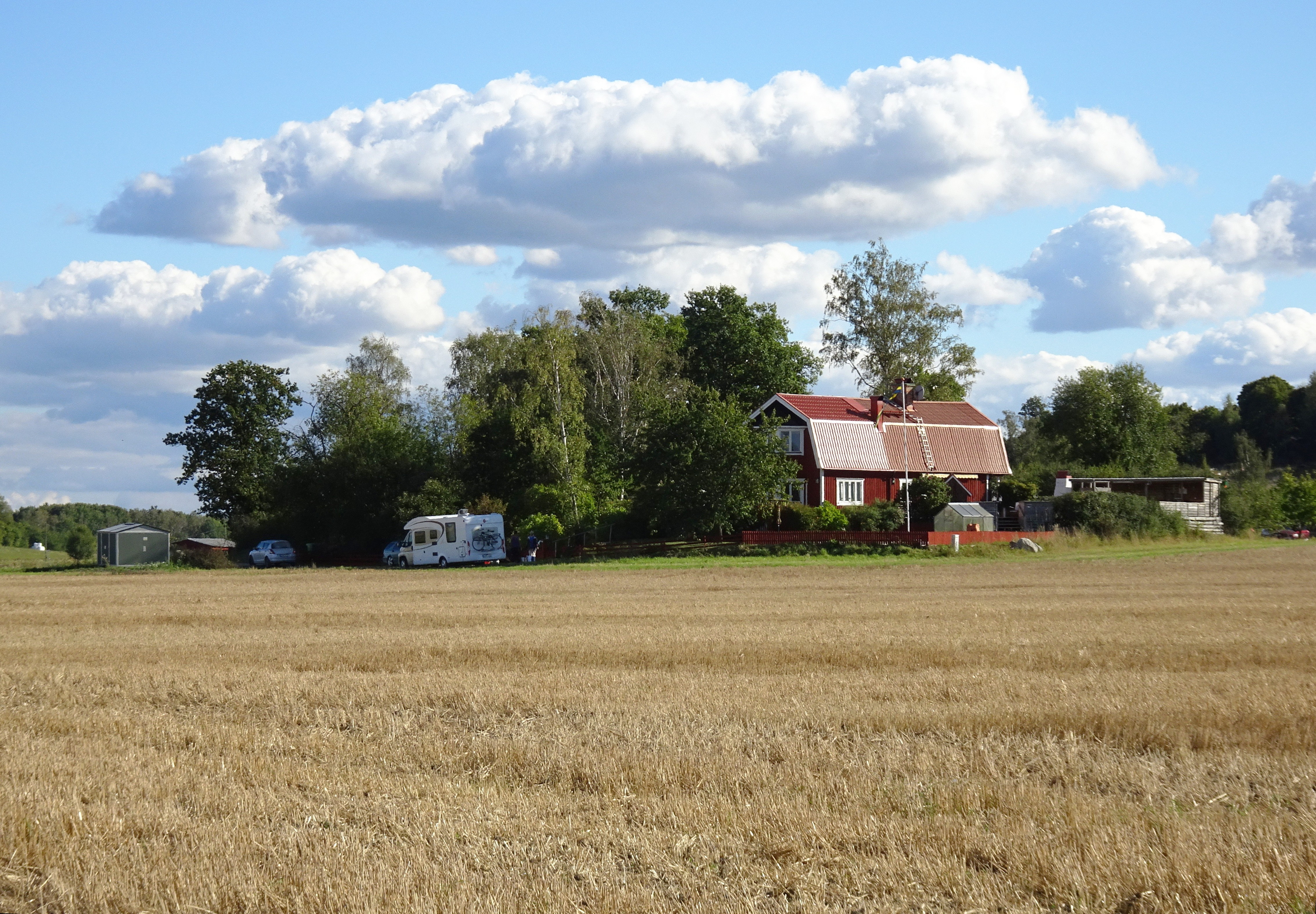
Kvarnbacken